# Liste kubanischer Schriftsteller
Die Liste kubanischer Schriftsteller gibt einen Überblick über die Schriftsteller Kubas. Es besteht kein Anspruch auf Vollständigkeit.

## A
- Agustín Acosta (1886–1978)
- Sergio Aguirre (1914–1993)
- Magali Alabau (* 1945)
- Rafael Alcides (* 1933)
- Alpidio Alonso Grau (* 1963)
- Dora Alonso (1910–2001)
- Luis Ricardo Alonso (1929–2015)
- Imeldo Álvarez (* 1928)
- Nelson Alonso Ameijeiras (* 1941)
- Antonio Álvarez Gil (* 1947)
- Raúl Aparicio (1913–1970)
- Mariano Aramburo y Machado (1870–1942)
- Arturo Arango (* 1955)
- Ángel Arango (1926–2013)
- Reinaldo Arenas (1943–1990)
- Sigfredo Ariel (* 1962)
- Juan Arocha (1927–2010)
- Antón Arrufat (1935–2023)
- Lucrecia Artalejo (* 1950)

## B
- Silvestre de Balboa y Troya de Quesnada (1563–1649)
- Emilio Ballagas (1908–1954)
- Miguel Barnet (* 1940)
- Emilio Bejel (* 1944)
- Antonio Benítez-Rojo (1931–2005)
- Emilio Bobadilla (1862–1921)
- Regino Boti (1878–1958)
- José Ángel Buesa (1910–1982)
- Bonifacio Byrne (1861–1936)

## C
- Lydia Cabrera (1899–1991)
- Guillermo Cabrera Infante (1929–2005)
- Julieta Campos (1932–2007)
- Onelio Jorge Cardoso (1914–1986)
- Alejo Carpentier (1904–1980)
- Miguel de Carrión (1875–1929)
- Julián del Casal (1863–1893)
- Jesús Castellanos (1878–1912)
- Sergio Chaple (* 1939)
- Daína Chaviano (* 1957)
- Hugo Chinea (* 1939)
- Enrique Cirules (* 1938)
- Manuel Cofiño (* 1936)
- Luis Conte Agüero (* 1924)
- María Elena Cruz Varela (* 1953)
- Carlos Manuel de Céspedes García-Menocal (1936–2014)

## D
- Daniel De Prophet
- Wilkie Delgado Correa
- Edmundo Desnoes (1930–2023)
- Jesús Díaz (1941–2002)
- Eliseo Diego (1920–1994)

## E
- Ángel Escobar Varela (1957–1997)
- Froilán Escobar (* 1944)

## F
- Pablo Armando Fernández (* 1930)
- Pedro Figueredo (1819–1870)
- Eugenio Florit (1903–1999)
- Carlos Franqui (1921–2010)
- Norberto Fuentes (* 1943)

## G
- Carolina Garcia-Aguilera (* 1949)
- Manuel de la C. García Paz (* 1960)
- Gertrudis Gómez de Avellaneda (1814–1873)
- Wendy Guerra (* 1970)
- Ramón Guirao (1908–1949)
- Nicolás Guillén (1902–1989)
- Pedro Juan Gutiérrez (* 1950)

## H
- Bruno Henríquez (* 1947)
- José-Maria de Heredia (1842–1905)
- José María Heredia (1803–1839)
- Alfonso Hernández Catá (1885–1940)
- Oscar Hurtado (1919–1977)

## L
- Enrique Labrador Ruiz (1902–1991)
- José Lezama Lima (1910–1976)
- Chely Lima (1957–2023)
- Carlos Loveira (1832–1928)
- Dulce María Loynaz (1903–1997)
- Joaquín Lorenzo Luaces (1826–1867)
- Lorenzo Lunar Cardedo (* 1958)
- José de la Luz y Caballero (1800–1862)
- Pedro de Jesús López (* 1970)

## M
- Jorge Mañach (1898–1961)
- Juan Francisco Manzano (um 1797 – um 1854)
- Ángel Martínez Niubó (* 1966)
- Saturnino Martínez (1837–1905)
- José Martí (1853–1895)
- Ronaldo Menéndez (* 1970)
- Domingo del Monte (1804–1853)

## N
- Juan Cristóbal Nápoles Fajardo (um 1829–1862)
- Gian Luigi Nespoli (1936–2007)
- Lino Novás Calvo (1903–1983)
- Serafina Núñez (1913–2006)

## O
- Jesús Orta Ruiz (1922–2006)
- Lisandro Otero (1933–2008)

## P
- Heberto Padilla (1932–2000)
- Leonardo Padura (* 1955)
- Orlando Luis Pardo (* 1971)
- Senel Paz (* 1950)
- Eugenio Antonio Pedraza Ginori (* 1938)
- Fernando Pérez (* 1944)
- Regino Pedroso (1896–1986)
- Carlos Pintado (* 1974)
- Virgilio Piñera (1912–1979)
- Felipe Poey (1799–1891)
- Antonio José Ponte (* 1964)
- Ena Lucía Portela (* 1972)
- José Manuel Poveda (1888–1926)
- Delfín Prats (* 1945)
- José Manuel Prieto (* 1962)
- Rodolfo Pérez Valero (* 1947)

## R
- Arlen Regueiro (* 1972)
- Enrique del Risco (* 1967)
- George Riverón (* 1972)
- Luis Felipe Rodríguez (1888–1947)
- Nelson Rodríguez Leyva (1943–1971)
- Arsenio Rodríguez Quintana (* 1944)
- Agustín de Rojas (1949–2011)

## S
- Julio San Francisco (* 1951)
- José Miguel Sánchez (* 1969)
- Ángel Santiesteban Prats (* 1966)
- Emeterio Santovenia (1889–1968)
- Severo Sarduy (1937–1993)
- Enrique Serpa (1899–?)

## T
- José Zacarias Tallet (1893–1989)
- Diego Vicente Tejera (1848–1903)
- Pablo de la Torriente Brau (1901–1936)

## V
- Zoé Valdés (* 1959)
- Gabriel de la Concepción Valdez (1809–1844)
- Amir Valle (* 1967)
- Félix Varela (1788–1853)
- Cirilo Villaverde (1812–1894)
- Cintio Vitier (1921–2009)

## Y
- Mirta Yáñez (* 1947)
- Yoss (* 1969)

## Z
- Ada Zayas-Bazán (* 1958)
- Juan Clemente Zenea (1832–1871)